# 韩襄
韩襄（?—?），春秋时期晋国的大夫。他的祖父是韩献子韩厥，父亲是韩无忌。

## 生平
韩无忌因为有疾病，卿位让给了弟弟韩起，为公族大夫。韩无忌死后，其子韩襄继承了公族大夫之位。前557年，晋平公即位，以羊舌肸为傅，张君臣为中军司马，祁奚、韩襄、栾盈、士鞅为公族大夫，虞丘书为乘马御。

## 子
韩襄之子为韩子鱼，别立韩言氏。